# Ofcom
Ofcom（オフコム、Office of Communications、英国情報通信庁）は英国における電気通信・放送等の規律・監督を行う規制機関である。
メディアの融合に伴い、情報通信産業の統合的な規律を目指すため、放送を担当する独立テレビジョン委員会 (ITC) 、放送番組を規制する放送基準委員会 (BSC) 、通信の規制を担当する通信委員会(OFTEL) 、民放ラジオ放送の免許を所管するラジオ委員会 (RA) 、電波の周波数割当てを担当する無線通信局 (RCA) の5つの規制機関を統合し、2003年12月に設置された。